# Királyok királya (film, 2025)
A Királyok királya (eredeti cím: The King of Kings) 2025-ben bemutatott amerikai–dél-koreai 3D-s számítógépes animációs keresztény film, amelyet saját forgatókönyvéből Csang Szongho rendezett. A történet alapjául Charles Dickens Urunk élete című gyermekkönyve szolgált. A szereplők hangjait Kenneth Branagh, Uma Thurman, Mark Hamill, Pierce Brosnan, Roman Griffin Davis, Forest Whitaker, Ben Kingsley és Oscar Isaac kölcsönzi.
Az Amerikai Egyesült Államokban 2025. április 11-én került a mozikba az Angel Studios forgalmazásában. Magyarországon április 17-én mutatta be az ADS Service. Általánosságban pozitív visszajelzéseket kapott a kritikusoktól, és 68 millió dolláros bevételt hozott.

## Cselekmény
Charles Dickens megpróbálja elszavalni a Karácsonyi ének című történetét egy londoni színház közönségének, de megzavarja túlságosan izgága fia, Walter, aki a színfalak mögött Artúr király hőstetteit játssza el macskájával, Willával együtt. Dickens fontolgatja a fiú megbüntetését, amiért elrontotta a szavalóversenyt, de ehelyett felesége, Catherine azt javasolja, meséljen a fiának egy Artúrnál is nagyobb királyról: a „Királyok Királya”, Jézus Krisztus. Walter kezdetben tétovázik, de beleegyezik apja történetének meghallgatásába, feltéve, hogy abbahagyja, ha unalmasnak találja.
Ahogy a történet kibontakozik, Walter érzelmileg annyira belebonyolódik Jézus életébe, hogy követeli apjától a történet befejezését, pedig Charlie figyelmeztette annak felkavaró eseményeiről. Walter elkezdi elképzelni magát és Willát a történetben; Jézussal és a tanítványokkal együtt utazva tanúi Krisztus életének minden eseményének: a születés, a szolgálat, a csodák és a szenvedés. Az apja elmagyarázza neki Jézus áldozatának értelmét is, elmesélve neki Ádám és Éva történetét, valamint az eredendő bűnt, de Walternek nagyon nehéz elfogadnia és megértenie egy ilyen kegyetlen és igazságtalan halált.
Jézus halála miatt mélyen elszomorodva Walter hirtelen a tenger fenekére süllyed, akárcsak Péter apostol, amikor megpróbálta követni a vízen járó Jézust. Walter segítségért kiált, és a víz alatt eltűnő Jézus megmenti, akinek a helyére egy üres kereszt kerül. A szárazföldre visszatérve Walter a keresztről elmélkedik, és elkezdi érezni a szabadulást és a megváltást Jézus áldozata által; csodálat és hála árasztja el, amikor kezdi megérteni Jézus iránti szeretetét.
Végül Walter megtalálja Jézus üres sírját, ahol a feltámadt Jézus néma búcsút vesz tőle, mielőtt elindul a horizont felé. Walter örömmel veszi tudomásul, hogy Jézus még mindig él, ezért rohan elmesélni a történetet a testvéreinek, ami arra ösztönzi Dickenst, hogyan írja le Jézus életét a gyermekei számára. A film János evangéliumának szavaival zárul: „Én vagyok az út, az igazság és az élet, senki sem mehet az Atyához, csakis énáltalam.”

## Szereplők
| Szereplő                | Eredeti hang        | Magyar hang |
| ----------------------- | ------------------- | ----------- |
| Charles Dickens         | Kenneth Branagh     |             |
| Catherine Dickens       | Uma Thurman         |             |
| Heródes király          | Mark Hamill         |             |
| Quintus Pontius Pilatus | Pierce Brosnan      |             |
| Walter Landor Dickens   | Roman Griffin Davis |             |
| Péter apostol           | Forest Whitaker     |             |
| Joseph ben Caiaphas     | Ben Kingsley        |             |
| Jézus                   | Oscar Isaac         |             |
| Sátán                   | Oscar Isaac         |             |
| Mary Dickens            | Ava Sanger          |             |
| Willa                   | Dee Bradley Baker   |             |

## A film készítése
2024 szeptemberében bejelentették, hogy egy animációs adaptáció készül Charles Dickens Urunk élete című művének alapjául, amelyben Kenneth Branagh, Uma Thurman, Roman Griffin Davis, Oscar Isaac, Forest Whitaker, Pierce Brosnan, Mark Hamill és Ben Kingsley is részt vesznek. 2025 márciusában a veterán szinkronszínészek, Dee Bradley Baker, James Arnold Taylor, Jim Cummings, Fred Tatasciore és Vanessa Marshall a közösségi médián keresztül jelentették be, hogy a szereplők között lesznek.
Annak ellenére, hogy dél-koreai produkció, a vizuális effekteket a vietnami Animost Studio készítette, az utómunkálatokat az adelaide-i SunJive stúdióban végezték, a szinkronhangok pedig amerikaiak és britek hangjaival hallható. A teljes költségvetés költsége a marketing előtt 36 milliárd ₩ volt (kb. 25,2 millió dollár a gyártás idején).

## Bemutató
2024 novemberében az Angel Studios megvásárolta a film jogait Észak-Amerikában. A film hivatalos előzetesét 2024 novemberében adták ki. 2025. április 11-én mutatták be a mozikban.

## Fogadtatás

### Bevételi adatok
2025. június 8-ig a Királyok királya az Amerikai Egyesült Államokban és Kanadában 60,2 millió dollárt, más területeken 8 millió dollárt hozott, így világszerte összesen 68,2 millió dollárt termelt.
Az Egyesült Államokban és Kanadában Az amatőr, a Hadviselés és a Gyilkos randi mellett került a mozikba, és a nyitóhétvégén 12-14 millió dolláros bevételt vártak 3200 moziból; 14,6 millió dolláros elővásárlási bevételt ért el a bemutató előtt.  Az első napon 7 millió dollárt hozott, ebből 2 millió dollárt a csütörtök esti előzetesekből. A film túlszárnyalta a bevételt, és 19,4 millió dollárral debütált, így a második helyen végzett a jegypénztáraknál az Egy Minecraft film mögött. A második hétvégén, amely egybeesett a nagypéntekkel és a húsvéttal, 17,6 millió dollárt gyűjtött (ami mindössze 9%-os csökkenést jelent), és a harmadik helyen végzett. Április végére a Királyok királya megelőzte az Élősködőket, mint a legtöbb bevételt hozó koreai film Észak-Amerikában.

### Kritikai visszhang
A Rotten Tomatoes weboldalon 63%-os értékelést kapott 57 pozitív kritika alapján, az átlagértékelése 6 pont a 10-ből. Az oldal szöveges összefoglalója szerint: „A krisztusi történetet a gyerekek számára megközelíthető keretbe helyezve a Királyok királya nem a családi animáció legkifinomultabb példája, de jól nézhető vasárnapi iskolafilmet nyújt.” A Metacritic oldalán 100-ból 42 pontot kapott 6 kritika alapján, ami „vegyes vagy átlagos” értékelést jelent. A CinemaScore által megkérdezett nézők átlagosan „A+” osztályzatot adtak a filmnek, míg a PostTrak által megkérdezettek 94%-os pozitív értékelést adtak, 83%-uk pedig azt mondta, hogy mindenképpen ajánlaná a filmet.